# Kadril
Kadril (Кадриль) è un film del 1999 diretto da Viktor Abrosimovič Petrov.

## Trama
Due famiglie vivono nello stesso villaggio di Pribaikal. E improvvisamente due vicini hanno deciso di scambiare i loro uomini.